# Autobraç extensible

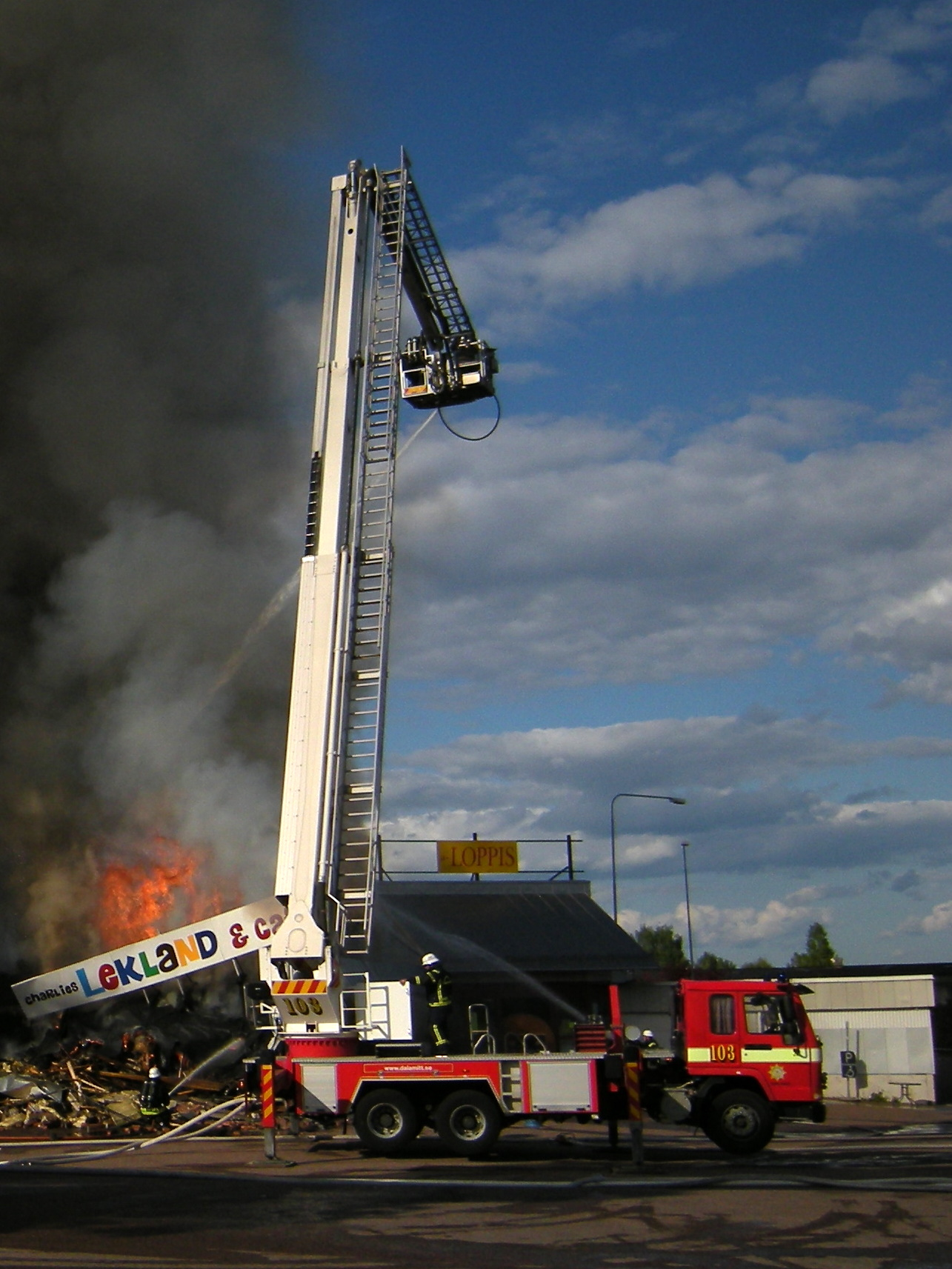
Autobraç extensible

Un autobraç extensible (ABE) és un vehicle automòbil de bombers dotat d'un braç telescòpic d'accionament hidràulic amb cistella o plataforma de salvament, que s'utilitza en incendis urbans i en salvaments.

## Característiques
L'autobraç extensible té un ús similar a l'autoescala automàtica, amb les següents diferències:
- Major abast en altura i en horitzontal: pot arribar als 112 m d'alçada, el doble que l'autoescala, i en horitzontal pot arribar als 30 metres (a 15 m d'altura, fins 25 m a 40-55 m d'altura, segons el model).
- Major superfície i màxima càrrega admissible de la plataforma: 3 m² enfront d'1 m² de la cistella de l'autoescala, i 500 kg de capacitat enfront a 190 de l'autoescala (tot i que les autoescales estan millorant prestacions, i algun model ja arriba als 500 kg de capacitat).[3] Aquestes característiques permeten rescatar vàries persones simultàniament, o faciliten els rescat de persones impedides.
- Menor rapidesa en posicionament i operativitat: les autoescales posicionen els suports estabilitzadors i maniobren més ràpid que els autobraços extensibles.
- Major cabal d'aigua al monitor de la cistella: arriba als 3.500 l/min, enfront dels 1.500 l/min de les autoescales.

És un vehicle de grans dimensions. Per arribar als 50 metres d'altura cal un xassís de 26 t i 3 eixos; de 32 t i 4 eixos per a arribar als 60 m; i 78 t i 6 eixos per als 112 m. Això li impossibilita d'accedir a llocs de carrers estrets.
La cistella pot estar equipada amb: monitor d'aigua o escuma, amb columna seca integrada; aire respirable, electricitat i sistema hidràulic; control remot pels moviments del braç; detector d'alta tensió; cabrestant desmontable; portalliteres; protecció ultrasònica contra col·lisions; llums de treball i possibilitat de càmera.

## Conducció
La conducció d'aquest vehicle ha de tenir en compte aquests condicionants:
- Degut al seu elevat centre de gravetat, el vehicle tendeix a desviar-se i bolcar a les corbes que s'agafen a alta velocitat.
- En alguns models el braç sobresurt per davant de la cabina, augmentant així el radi de gir.
- L'alçada del vehicle és més alta que les autobombes i altres vehicles de bombers.
- El seu tonatge fa que alguns ponts o vials no siguin aptes per al seu pas.
- El vehicle s'ha d'emplaçar en un lloc on hi hagi espai suficient per a estendre els suports estabilitzadors.